# التعليم في صوماليلاند
يتم توفير التعليم في أرض الصومال (صوماليلاند) في المدارس العامة والخاصة. تتم إدارة التعليم في أرض الصومال من قبل وزارة التعليم والعلوم التي تتحكم في تطوير وإدارة المدارس الحكومية، كما أن لها دورًا استشاريًا وإشرافيًا في المدارس الخاصة.

## وزارة التربية والعلوم
وزارة التعليم والعلوم ف يصوماليلاند هي هيئة وطنية تنفذ الوظائف التنفيذية المتعلقة بتطوير سياسة الدولة والتنظيم القانوني في المجالات التالية: التعليم الأساسي، والتعليم الثانوي / المهني، والتعليم غير الرسمي، وتعليم ذوي الاحتياجات الخاصة والتعليم العالي. التعليم في كل من المؤسسات العامة والخاصة. وزارة التعليم والعلوم في صوماليلاند هي سلطة تنفيذية وطنية مسؤولة عن تطوير سياسة الدولة والتنظيم المعياري والقانوني في مجال التعليم والبحث والأنشطة العلمية والتكنولوجية والابتكارية وتكنولوجيا النانو والملكية الفكرية، وكذلك في المجال التنشئة والدعم الاجتماعي والحماية الاجتماعية لطلاب وتلاميذ المؤسسات التعليمية. يخضع عمل وزارة التعليم والعلوم في صوماليلاند لدستور جمهورية أرض الصومال، وقانون التعليم الوطني، والقوانين الدستورية الوطنية، ومراسيم رئيس جمهورية أرض الصومال. عملت وزارة التعليم والعلوم في جمهورية صوماليلاند بالتعاون مع الهيئات التنفيذية الوطنية الأخرى والهيئات التنفيذية لموضوعات جمهورية أرض الصومال والسلطات المحلية والجمعيات العامة والمؤسسات الأخرى.

## نظام التعليم في صوماليلاند
يتكون نظام التعليم في صوماليلاند من أربعة مستويات رئيسية: التعليم قبل الابتدائي، والتعليم الابتدائي / البديل، والتعليم الثانوي / المهني، والتعليم العالي. تم دمج مرحلة ما قبل الابتدائي (الطفولة المبكرة) في التعليم الرسمي وفي أنظمة المدارس القرآنية الخاصة، والتي تستمر لمدة تصل إلى سنتين إلى ثلاث سنوات. يستمر التعليم الابتدائي لمدة ثماني سنوات وينقسم إلى أربع سنوات من المرحلة الابتدائية أو المرحلة الابتدائية الدنيا وأربع سنوات للمرحلة الابتدائية أو العليا. كما يستمر التعليم الثانوي والتدريب المهني (حسب التصميم) لمدة أربع سنوات. الاستثناء هو المدارس العربية المتوسطة، التي لديها 9 سنوات من التعليم الابتدائي / المتوسط و 3 سنوات من التعليم الثانوي. يبلغ المستوى العالي لكلا النظامين عامين على الأقل مع تشغيل العديد منها لمدة أربعة. يتم وصف وتقييم كل قطاع فرعي بالتفصيل في الفصول ذات الصلة من هذا التقرير.

## رؤية
«تتصور صوماليلاند التعليم كوسيلة لإعداد جميع المتعلمين ليصبحوا متعلمين مدى الحياة ومجهزين بالمهارات والمعرفة والمواقف ليصبحوا مواطنين منتجين بنجاح»
وهذا يدعم رؤية حكومة أرض الصومال 2030، والتي تنص على أن صوماليلاند ستكون:
«أمة يتمتع مواطنوها بتعليم منصف وعالي الجودة .» 
توفر الرؤية خارطة طريق لضمان عدم تخلف أحد عن الركب في التنمية الوطنية، من خلال نيتها في العمل الإيجابي. تلهم رؤية 2030 سكان أرض الصومال للتركيز على الأهداف المشتركة ذات الصلة والقيم والمبادئ المشتركة التي يمكنهم التجمع حولها لبناء أمة مزدهرة.

## مهمة
«تتمثل مهمة التعليم الوطني في صوماليلاند في توفير تعليم ذي جودة وذات صلة من شأنه أن يجهز كل طالب للنجاح في الحياة مع الشراكة مع أولياء الأمور والمجتمعات» (سياسة التعليم الوطنية في صوماليلاند، 2015-2030) 

## أهداف التعليم الوطنية في صوماليلاند
لتعزيز داخل المجتمع، اكتساب وتطبيق المعارف والمهارات والمواقف ذات الصلة اللازمة لتحقيق إمكانات التنمية في عالم دائم التغير:
- الاهتمام بالإدارة السليمة والاستفادة من البيئة المادية.
- الشعور بالمسؤولية عن السلام وتحسين العلاقات على المستوى الفردي والأسري والمجتمع المحلي والوطني والدولي.
- نمو الوعي المدني في مواطنة واعية واجتماعية ملتزمة بالتفاهم المتبادل وثقافة السلام والتعاون وقبول التنوع ونحو حل الخلافات دون عنف.
- قيم الولاء، والاعتماد على الذات، والتسامح، والتعاون، والاجتهاد، والانفتاح، والتحقيق، والفكر النقدي، والصدق، والعدالة، والإنصاف، والسلام.
- الوعي بضرورة تعزيز العدالة الاجتماعية في سياق الإسلام.[8][17]

## أهداف التربية الوطنية
يتم تفصيل الأهداف الوطنية لقطاع التعليم بشكل أكبر لقطاع التعليم على النحو التالي:
- بناء الأساس الذي يلتزم المتعلمون بالحفاظ على ثقافتهم والقيم الإسلامية وإثرائها.
- لتزويد المتعلمين بالمعرفة والرؤى والمهارات والقيم المناسبة بالإضافة إلى تمكينهم من تحقيق إمكاناتهم التي ستمكنهم من تقديم مساهمات جديرة بالاهتمام للمجتمع.
- لتزويد الأطفال بمهارات الاستماع والتحدث والقراءة والكتابة باللغات الصومالية والعربية والإنجليزية.[19]
- لتوفير أساس سليم للحساب وتطبيق الرياضيات على المشاكل العملية.
- لبناء الأساس للمتعلمين في مجالات العلوم الثلاثة مع تطوير مهارات التطبيق العملي لهم.
- إرساء أسس تقنية المعلومات الأساسية، والتوعية بدور التكنولوجيا في التنمية الوطنية.[3]
- لدعم المتعلمين، اكتساب المهارات العملية والبراعة اليدوية من خلال الأنشطة الإنتاجية المدمجة في المنهج الدراسي الفعلي.
- توفير الفرصة للمتعلمين لتطوير مواهبهم الفردية وقدرتهم على اكتساب التفكير النقدي والتعبير عن الذات والاعتماد على الذات والحكم المنطقي.[20]
- لتزويد الطلاب بفرص تقدير التعلم وتنمية الرغبة في مواصلة التعلم
- لإعداد الطلاب للتعليم العالي والتعليم العالي والتدريب التقني والمهني.
- لتزويد الشباب بالمهارات الأساسية التي تساعدهم على المساهمة في مجتمعات مختلفة في أرض الصومال في مجالات تربية الحيوانات وصيد الأسماك والزراعة والميزانية ورعاية الأسرة وتنمية المجتمع ورعاية البيئة وصحة المجتمع واللياقة البدنية.
- لرفع مستوى الوعي بين الطلاب حول قضايا مثل الصحة الإنجابية، فيروس نقص المناعة البشرية / الإيدز، والأمراض المنقولة جنسيا.[8]